# 히가시마쓰모토촌
히가시마쓰모토촌(東松本村)은 나라현 미나미카쓰라기군에 설치되었던 촌이다. 현재의 고세시에 해당한다.